# Zaraiske, Sambir
Zaraiske (în ucraineană Зарайське) este un sat în comuna Mistkovîci din raionul Sambir, regiunea Liov, Ucraina.

## Demografie
Componența lingvistică a localității Zaraiske
     Ucraineană (100%)
Conform recensământului din 2001, toată populația localității Zaraiske era vorbitoare de ucraineană (100%).